# Объектив переменного фокусного расстояния
Объектив переменного фокусного расстояния (другие названия: трансфока́тор, ва́риообъекти́в или зум-объектив от англ. zoom) — объектив, фокусное расстояние которого может изменяться ступенчато или плавно. В последнем случае объектив называется панкратическим. Наиболее широко используется в кинематографе, фотографии и на телевидении для изменения масштаба изображения объекта при его съёмке с одной точки. Некоторое применение вариообъективы нашли в проекционной технике.

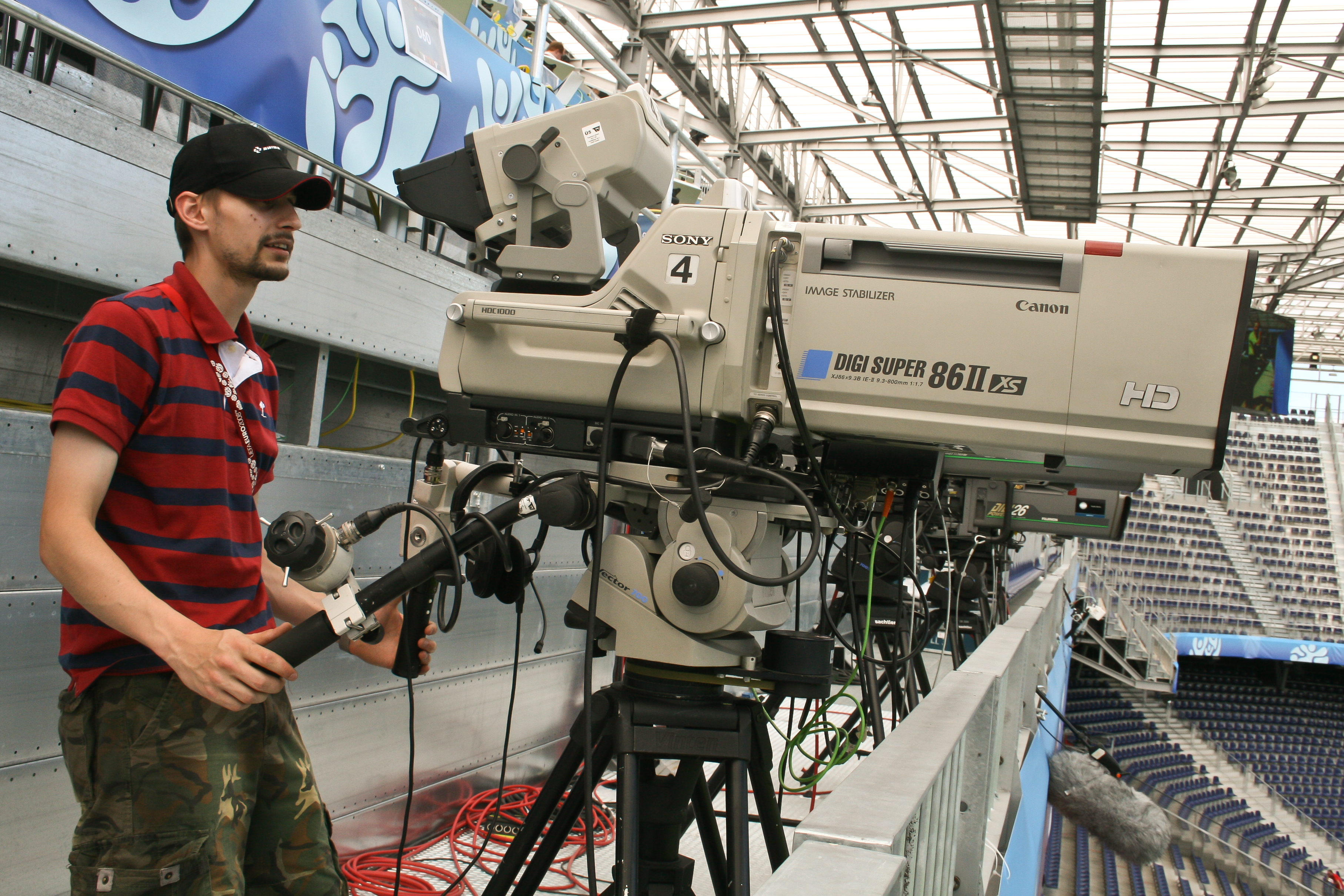
Телевизионная камера с вариообъективом
«Canon Digi Super 86 II» кратностью 86×

Независимо от оптической конструкции конкретных объективов, в разных сферах применения они могут называться по-разному: на телевидении чаще всего используется название «вариообъектив», в кинематографе — «трансфокатор», а в фотографии общепринят термин «зум». Отношение максимального фокусного расстояния к минимальному называется кратностью объектива.

## История появления панкратических объективов

Первый трансфокатор для киносъёмки «Астро-Берлин»

Впервые переменное угловое увеличение было реализовано ещё в XIX веке в наблюдательных приборах, таких как телескоп и зрительная труба. Небольшие угловое поле и светосила этих устройств позволяли строить системы изменяемого увеличения при минимальном астигматизме и приемлемой разрешающей способности. Создание подобных съёмочных объективов потребовало решения более сложной задачи конструирования анастигмата для больших углов поля зрения. Первые конструкции вариообъективов были неприемлемы для кинематографа, поскольку требовали дополнительной фокусировки из-за смещения фокальной плоскости при любом изменении фокусного расстояния. Патент за номером 696,788 на объектив с компенсацией смещения фокуса был выдан только в 1902 году. Первый серийный панкратический объектив для киносъёмки «Кук-Варо» (англ. Cooke Varo) с диапазоном фокусных расстояний 40—120 мм, был выпущен компанией «Белл-Хауэлл» в 1932 году. Спустя четыре года инженер немецкой фирмы «Астро-Берлин» Хуго Грамацки запатентовал афокальную насадку-трансфокатор.
Панкратические объективы появились сначала в кинематографе, а затем на телевидении. Они пришли на смену револьверным головкам с обычными («дискретными») объективами, заменяемыми оператором в перерывах съёмки. Возможность непрерывного изменения масштаба изображения в наибольшей степени востребована именно в этих областях, давая на экране эффект приближения или удаления объекта съёмки при неподвижной камере. Вариообъектив стал одним из наиболее эффективных средств внутрикадрового монтажа. 
Однако, уровня качества оптического рисунка, сопоставимого с дискретной оптикой, киносъёмочные вариообъективы достигли только к середине 1950-х годов, когда и стали активно применяться, особенно в документальном кино. В постановочных фильмах трансфокатор позволил частично заменить съёмку с движения, и получить новейший приём, называемый в различных школах как «Транстрав» (англ. Trans Trav) или «Долли-зум» (англ. Dolly Zoom). Суть приёма заключается в изменении фокусного расстояния, синхронном с перемещением операторской тележки «Долли» в противофазе. При совпадении направления движения тележки с оптической осью объектива масштаб основного объекта съёмки остаётся неизменным, а фон «отъезжает» или «наезжает» на неподвижного персонажа. В СССР одним из первых этот приём использовал кинооператор Вадим Юсов в картине «Чёрный монах».

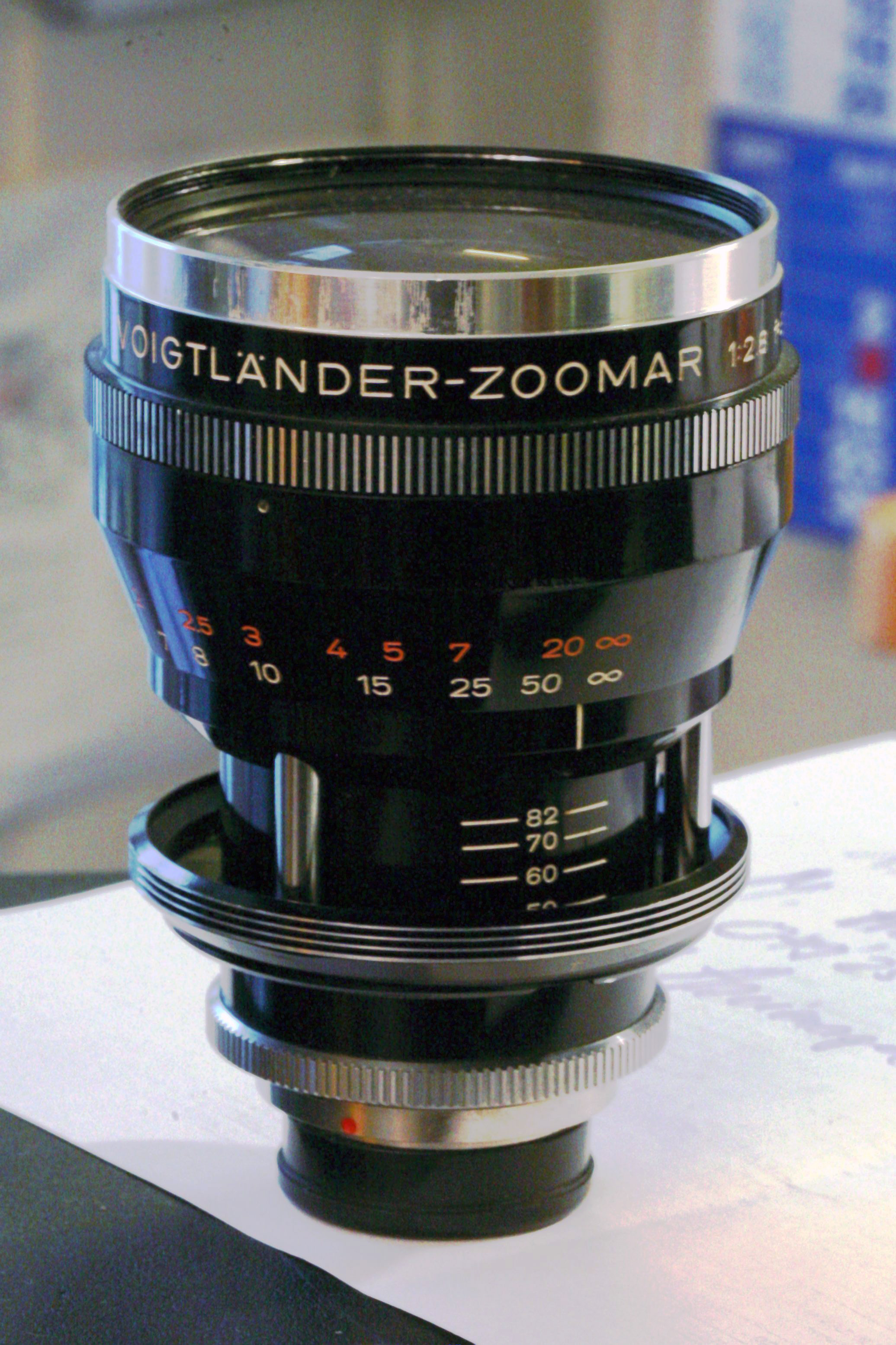
Первый серийный фотозум Voigtländer Zoomar 36-82/2.8 (1959)

В фотографии возможность изменения фокусного расстояния объектива долго считалась нецелесообразной, поскольку в отличие от телевидения и кино не играет роли выразительного средства. Точное кадрирование, недоступное в момент съёмки обычными объективами, выполнялось в процессе фотопечати. Кроме того, реальная возможность использования зумов появилась только с распространением в начале 1960-х годов однообъективных зеркальных фотоаппаратов, вытеснивших непригодные для съёмки трансфокаторами дальномерные и двухобъективные зеркальные. Дополнительным препятствием стали размеры кадра, который даже в малоформатной фотографии значительно больше, чем в кино и на телевидении. Прямая зависимость габаритов и массы объектива от формата выводила эти параметры за разумные пределы для доступных на тот момент конструкций трансфокаторов. Попытки создания фотообъективов со ступенчатым изменением фокусного расстояния были также признаны бесперспективными, поскольку никак не упрощали конструкцию. 
Ситуация кардинально изменилась после появления достаточно мощных компьютеров, позволивших рассчитать принципиально новые оптические схемы и усовершенствовать существующие. Дополнительные возможности открылись с распространением технологий многослойного просветления, значительно снижающего светорассеяние в многолинзовых системах. Новые сорта оптического стекла и совершенствование методик расчёта позволили создать фотозумы, которые нашли применение в фотожурналистике, повысив качество снимков за счёт максимального использования площади негатива. Одним из первых фотозумов считается «Фохтлендер-Зумар» (нем. Voigtländer Zoomar 36—82/2,8), разработанный Хайнцем Килфитом в 1959 году. Тем не менее, до конца 1970-х годов такие объективы считались вспомогательным типом, поскольку обладали более скромными характеристиками, чем объективы с постоянным фокусным расстоянием. Ощутимый выигрыш фотозумы давали только при съёмке слайдов, не поддающихся кадрированию. При этом, высокая стоимость делала трансфокаторы доступными только профессиональным фотографам. Ситуация изменилась к концу 1970-х годов, благодаря появлению новейших технологий и материалов, в частности доступных асферических линз. В 1978 году объектив Fujinon Z 43—75/3,5~4,5 стал первым фотозумом, использованным в качестве «китового». Постепенно любительские фотозумы вытеснили дискретную оптику, благодаря удешевлению производства и массовому использованию технологичных пластмасс.
Одновременно с зумами для фотоаппаратов появились подобные объективы для узкоплёночных кинопроекторов. В СССР такой объектив «ПФ-1» с диапазоном фокусных расстояний от 15 до 25 мм был разработан для любительского проектора «Квант».  Для советских же кинопроекторов «Луч-2», поставлявшихся на экспорт, японской компанией «Лайт-оптик» был сконструирован вариообъектив «Луч-Зум» с таким же диапазоном. При существенном выигрыше в массе и габаритах японский объектив незначительно уступал советскому в светосиле. Под формат «8 Супер» в отраслевой лаборатории кинооптики ЛИКИ спроектирован объектив «Варио-Ликар-П2» («ПФ-6») с диапазоном фокусных расстояний 18—30 мм. В 1970 году в ЦКБК освоен выпуск панкратического объектива «Варио-Ликар П1» для 16-мм кинопроекторов с диапазоном 35—65 мм, также разработанного в ЛИКИ. Возможность изменения фокусного расстояния проекционного объектива служит сервисной функцией, позволяя регулировать размер изображения без перемещения экрана и проектора. Аналогичная оптика выпускалась для диапроекторов, давая те же удобства. В профессиональных кинопроекторах, предназначенных для кинотеатров использование зума нецелесообразно, поскольку кинозал проектируется и строится с учётом стандартных фокусных расстояний объективов. Проекционные объективы переменного фокусного расстояния используются также в автоматических фотопринтерах и мини-фотолабораториях для возможности изменения формата фотопечати.

## Устройство панкратических объективов

Принцип действия простейшего трансфокатора

Анимация работы трансфокатора

В отличие от объективов с фиксированным фокусным расстоянием, содержащих от 3 до 7 линз, вариообъективы имеют многолинзовую конструкцию, и количество оптических элементов в них может превышать 20. При этом отдельные линзы перемещаются внутри оправы и относительно друг друга, иногда по сложным законам, меняя фокусное расстояние всей системы при неизменном положении фокальной плоскости. По принципу коррекции аберраций панкратические объективы условно делятся на две группы: 
- Трансфокатор — оптическая система, состоящая из афокальной насадки с переменным угловым увеличением и объектива с постоянным фокусным расстоянием[27]. Исправление аберраций производится для обеих частей трансфокатора по отдельности[1]. Такой принцип построения позволяет использовать одну и ту же панкратическую насадку с разными объективами. Для этого выходной зрачок насадки совмещается со входным зрачком объектива[26];

- Вариообъектив — объектив, в котором изменение фокусного расстояния достигается действием всех групп линз[27]. Он сконструирован как одно целое и состоит из вариатора, внутри которого по сложным законам перемещаются отдельные линзы, и корректора, исправляющего остаточные аберрации вариатора[28]. По сравнению с трансфокатором, позволяет достичь лучшего исправления многих аберраций при меньшем числе линз и компонентов, а также добиться повышенной геометрической светосилы во всём диапазоне фокусных расстояний. По схеме вариообъектива построен первый советский панкратический фотообъектив «Рубин-1», а также киносъёмочные и телевизионные объективы семейства «Вариогоир»;

Ещё одним критерием классификации панкратических объективов служит способ компенсации сдвига фокальной плоскости при изменении фокусного расстояния. Известны два типа объективов:
- С оптической компенсацией: в этом случае коррекция осуществляется перемещением линз по простому (линейному) закону за счёт усложнения оптической системы дополнительными линзами[30];
- С механической компенсацией. Такой способ, впервые реализованный Пьером Анженье в 1956 году, предполагает сложный (нелинейный) закон перемещения одного или нескольких оптических компонентов. Во втором случае усложняется конструкция оправы объектива, включающей кулачковый механизм смещения линз[31];

Маркировка телевизионных вариообъективов предполагает указание кратности и минимального фокусного расстояния. Например, советский вариообъектив для телекамер «ОЦТ 35×13», в соответствии с маркировкой обладает кратностью, равной 35 при минимальном фокусном расстоянии 13 мм. Максимальное фокусное расстояние составляет 460 мм. Таким же образом, объектив Fujinon 22×8 BERD при кратности 22× обладает минимальным фокусным расстоянием 8 мм и максимальным 176. Современная оптика для камер видеожурналистики часто кроме плавного изменения фокусного расстояния дополнительно оснащается ступенчатым. Для этого предусматривается встроенный телеэкстендер, позволяющий быстро менять рабочий диапазон фокусных расстояний вводом оптических компонентов сзади основного вариообъектива. 
Киносъёмочные и фотографические зумы, напротив, предполагают обязательное обозначение как минимального, так и максимального фокусных расстояний и соответствующих значений светосилы. Советские профессиональные киносъёмочные трансфокаторы маркировались индексом «ОПФ», перед которым указывалось число, отражающее формат киноплёнки. Второе число соответствует заводскому номеру разработки. Например, объектив «35ОПФ 18-1» с диапазоном фокусных расстояний от 20 до 120 мм, предназначен для съёмки в обычном формате на 35-мм киноплёнке, что отражено в названии. Анаморфотные вариообъективы снабжалась индексом «А» в конце названия, например «35ОПФ 9-1А» с диапазоном 50—200. Соответственно, объектив «16ОПФ1-2М», предназначен для стандартного кадра 16-мм киноплёнки. Любительские трансфокаторы чаще всего имели собственные оригинальные названия, например «Метеор-5», выпускавшийся для камер семейства «Красногорск».
Телевизионные вариообъективы и некоторые киносъёмочные кроме ручного привода изменения фокусного расстояния оснащаются многоскоростными электроприводами для обеспечения плавных «наезда» и «отъезда». Вариообъективы для студийных телекамер вообще не оснащаются ручным приводом масштабирования, поскольку изначально рассчитаны на дистанционное управление с рукояток штативной головки. В киносъёмочной оптике встроенный электропривод встречается реже, поскольку она конструируется с расчётом на стыковку с дополнительным модулем аналогичного назначения при помощи фоллоу-фокуса. В фотографических объективах управление фокусным расстоянием осуществляется вручную, за исключением простейших любительских камер. 

### Достоинства и недостатки

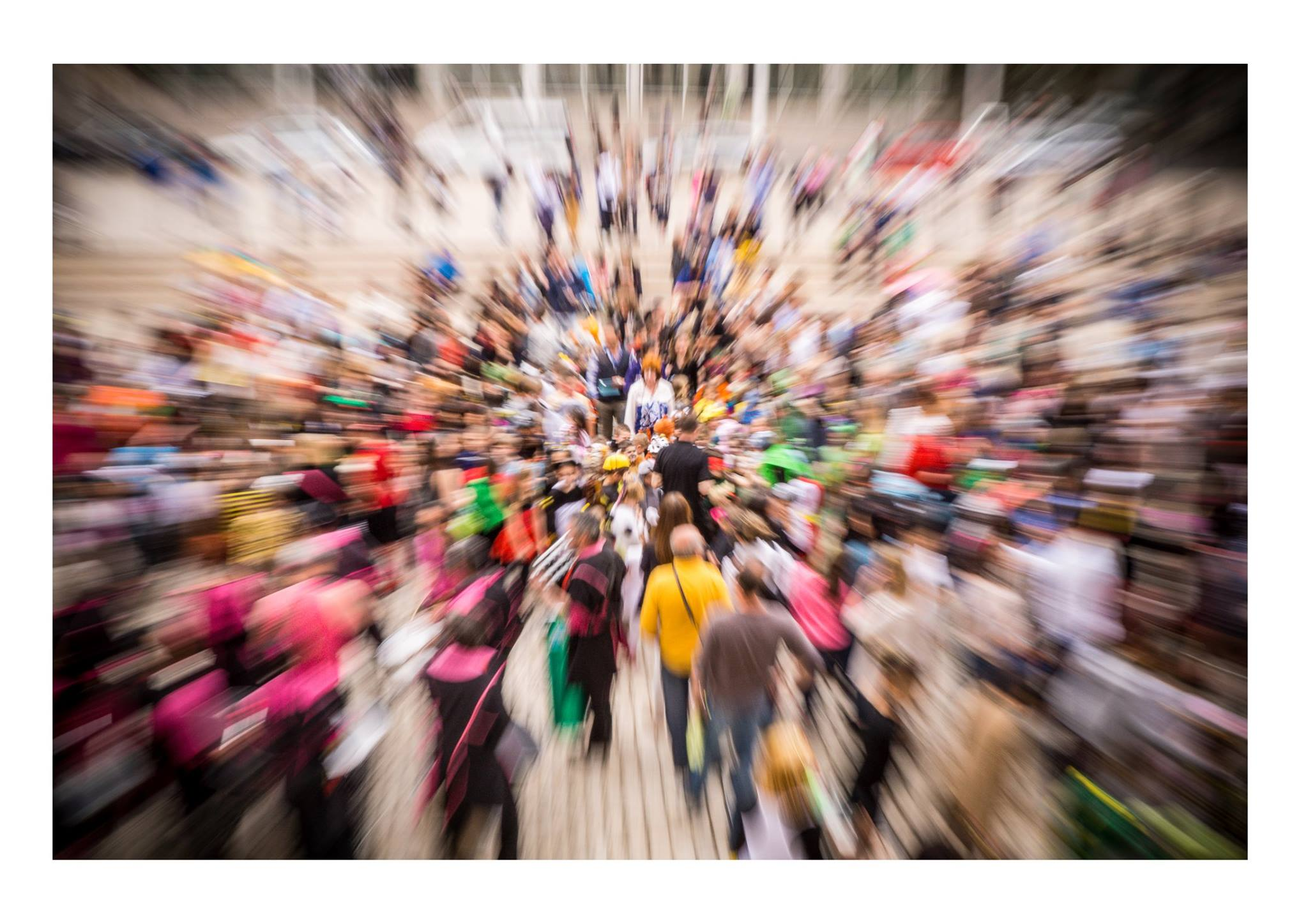
Фотоснимок, полученный при помощи зума на длинной выдержке

Современные вариообъективы, предназначенные для телевизионных и видеокамер, обладают диапазоном фокусных расстояний, перекрывающим практически все необходимые потребности. Благодаря этому, появляется возможность обойтись без сменной оптики одним панкратическим объективом. В той же мере это относится к любительской аппаратуре, например бытовым видеокамерам, а также компактным и псевдозеркальным фотоаппаратам где такие объективы выполняются несъёмными. Жестковстроенный объектив, кроме упрощения пользования камерой, исключает проникновение пыли на фотоматрицу. В фотоаппаратах наличие зума даёт возможность использовать Zoom-эффект (англ. Explozoom), выполняемый при съёмке на длинных выдержках быстрым изменением фокусного расстояния.
Однако, качество изображения, даваемого вариообъективами, считается более низким, чем у дискретной оптики. Это объясняется, прежде всего, большим количеством элементов и преломляющих поверхностей. Следствием сложной конструкции является более высокое светорассеяние, приводящее к снижению контраста изображения и ухудшению проработки мелких деталей. Кроме того, объективы с переменным фокусным расстоянием характеризуются более низкой светосилой, большими габаритами и весом. Особенно остро проблема светосилы проявляется в анаморфотных вариообъективах, предназначенных для съёмки в широкоэкранных форматах. Необходимая точность перемещения отдельных элементов накладывает отпечаток на конструкцию оправы, значительно более сложную и дорогую, чем у обычной оптики.
Точное кадрирование при съёмке объективом с переменным фокусным расстоянием возможно только при сквозном визировании. Поэтому, использование вариообъективов допустимо только на кинокамерах с зеркальным обтюратором и однообъективных зеркальных фотоаппаратах. Трансфокаторы, предназначенные для кинокамер с обычным обтюратором, должны снабжаться встроенным визирным устройством светоделительного типа, удорожающим объектив. Для дальномерных фотоаппаратов существуют зумы со ступенчатым изменением фокусного расстояния (например, «Leica Tri-Elmar-M 16-18-21mm f/4 ASPH»), которые не получили распространения из-за неудобства согласования с видоискателем. При использовании электронного видоискателя панкратические объективы применимы без каких либо ограничений, поэтому стали обычным явлением в телевизионной технике и цифровых фотоаппаратах всех классов.

## Современные объективы

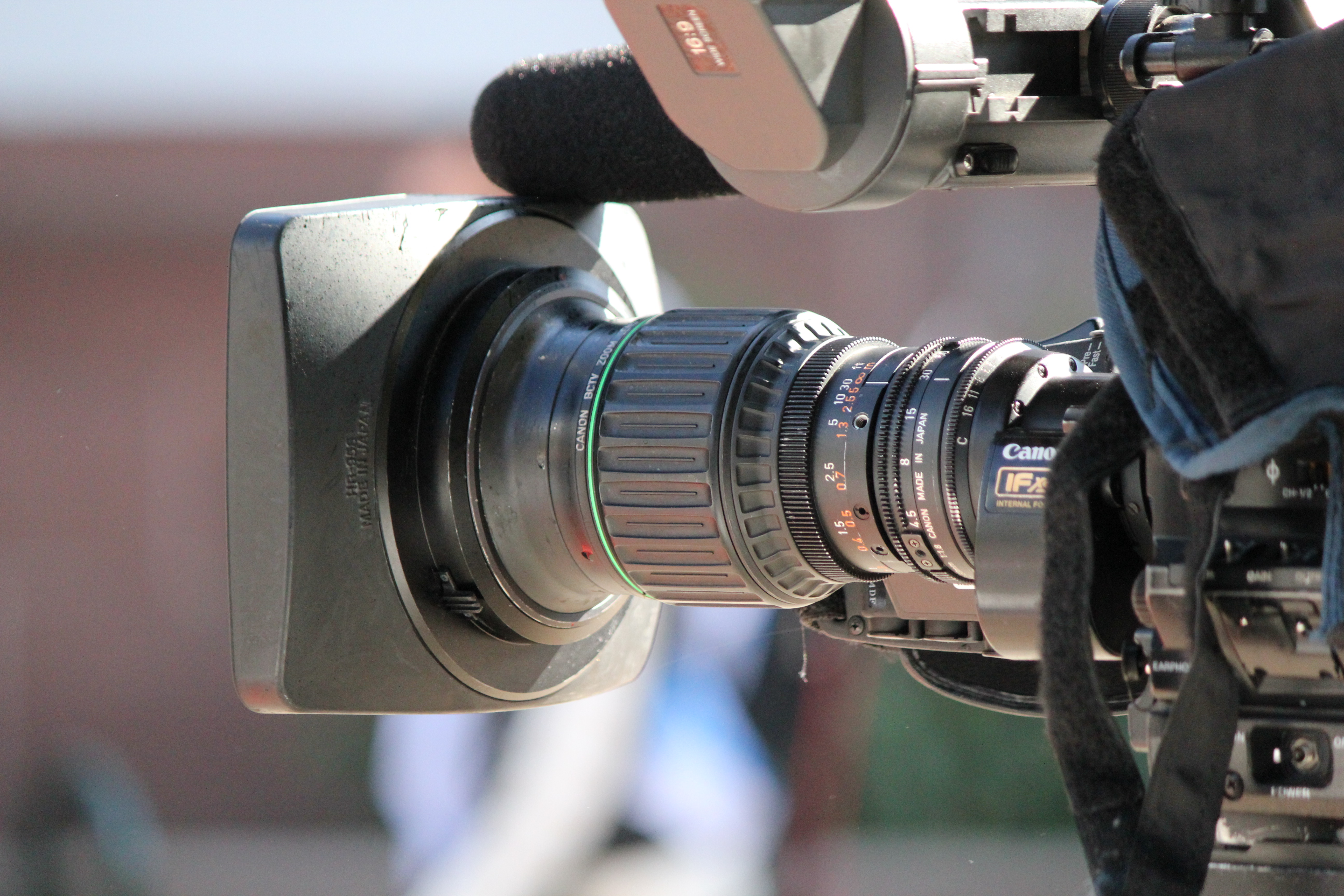
Вариообъектив камеры для видеожурналистики

В настоящее время кратность вариообъективов для телевидения может достигать 100× за счёт небольших размеров светочувствительной матрицы и использования двухступенчатой схемы с двумя согласованно работающими вариаторами. Самый мощный из известных вариообъективов «Panavision HD Superzoom» может изменять своё фокусное расстояние в 300 раз. Такие объективы нашли широкое применение в телекамерах для внестудийного вещания, которые устанавливаются на штатив, предотвращающий тряску на крупных планах. Широкий диапазон фокусных расстояний необходим при телетрансляциях с больших стадионов и концертных площадок, обеспечивая съёмку удалённых объектов при дефиците времени на перемещение камеры. В телестудиях пользуются менее мощными объективами с кратностью от 15 до 25, и более высокой светосилой. Сравнительно небольшая кратность 13—18× при постоянной высокой светосиле характерна для вариообъективов компактных камер видеожурналистики. 
Светосила объективов повышенной кратности телекамер внестудийного вещания остаётся постоянной в определённом диапазоне фокусных расстояний, а затем начинает снижаться по мере увеличения масштаба изображения. В камерах телевидения это компенсируется за счёт автоматического управления экспозицией изменением времени считывания заряда (выдержки), а в киносъёмочной аппаратуре считается недопустимым. 
Поэтому, для киносъёмочных объективов максимальной кратностью считается 10× при постоянной светосиле. Это обусловлено не только неизбежным ростом габаритов объектива из-за более крупных размеров кадра, но и повышенными требованиями к разрешающей способности, значительно превышающими стандарты телевидения высокой и особенно стандартной чёткости. Несмотря на отличные оптические характеристики современных киносъёмочных трансфокаторов, операторы-постановщики в большинстве случаев предпочитают им дискретные объективы из-за более качественного рисунка. 

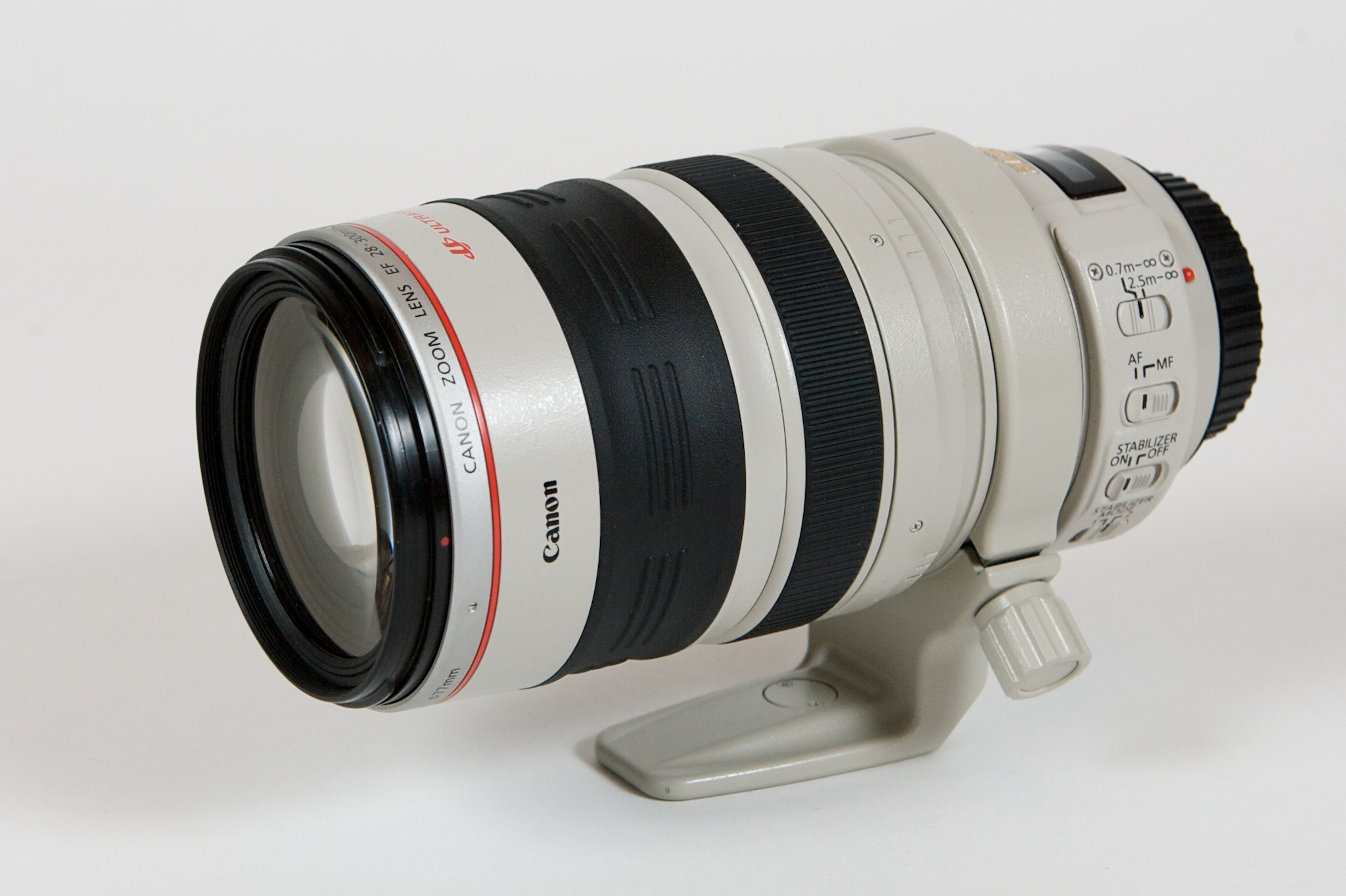
Фотозум «Canon EF 28—300/3,5—5,6L USM»

Для большинства фотообъективов профессионального класса, рассчитанных на малоформатный кадр, кратность редко превышает значение 3—4×. В отличие от телевизионной оптики, перекрывающей весь возможный диапазон, фотозумы, как правило, выполняются как альтернатива сменным широкоугольным, нормальным и длиннофокусным объективам с возможностью более точного кадрирования. Такое положение вещей характерно для профессиональной фотографии, поскольку не избавляет фотографа от необходимости иметь комплект сменной оптики для перекрытия всего необходимого диапазона фокусных расстояний. В то же время такие зумы сегодня по качеству рисунка сопоставимы с обычными объективами, и обладают постоянной светосилой во всём диапазоне. Тем не менее, даже профессиональные фотозумы уступают по светосиле лучшим объективам с постоянным фокусным расстоянием.
Большая кратность характерна для любительской фотооптики, позволяющей обходиться единственным объективом, когда потеря светосилы и снижение разрешающей способности допустимы. Прямая зависимость размеров объектива от его кратности и формата кадра заставляет ограничивать светосилу, которая уменьшается одновременно с ростом фокусного расстояния, не требуя запаса диаметра входного зрачка. Одним из немногих примеров профессионального фотозума большой кратности может служить «Canon EF 28—300/3,5—5,6L IS USM». Подобные зумы получили некоторое распространение в новостной фотожурналистике, как компромисс в условиях дефицита времени на замену объектива при репортажной съёмке.
Значительно реже зумы встречаются в среднеформатной фотографии, подразумевающей постановочную съёмку. Дело осложняется тем, что в современной среднеформатной аппаратуре большинство объективов снабжаются дополнительным центральным затвором, который может быть использован при отключённом или вовсе отсутствующем фокальном. Поэтому, большинство линеек среднеформатной оптики кроме обычных объективов насчитывают всего 1—2 зума, предназначенных для репортажной съёмки, не характерной для этого класса аппаратуры. В крупноформатных фотоаппаратах, как предназначенных для студийной работы, так и в пресс-камерах, использование зумов нецелесообразно. Вариообъектив даже невысокой кратности оказался бы слишком громоздким для сравнительно небольшого формата 9×12 см.

## Ультразум и цифровой зум

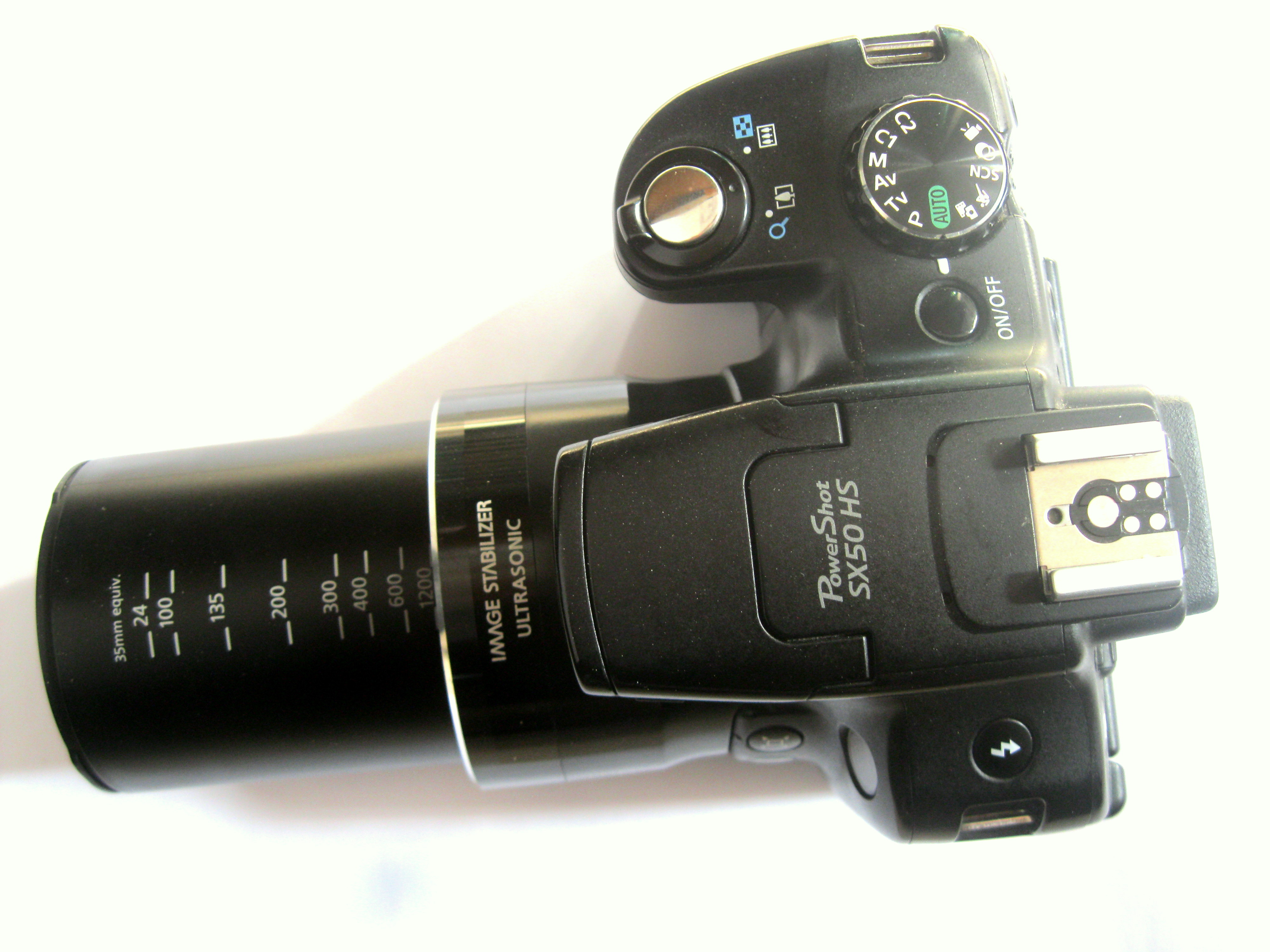
Псевдозеркальный фотоаппарат «Canon PowerShot SX50 IS» с 50-кратным ультразумом

«Ультразум» или «Суперзум» (лат. ultra — сверх, чрезмерно, англ. zoom — увеличение изображения) — трансфокатор с большой кратностью (>9×). Такие объективы стали основой для целого класса цифровой фотоаппаратуры без оптического видоискателя.
Это объясняется стремлением производителей упростить пользование такими камерами: замена объектива может оказаться слишком сложной процедурой для неподготовленного пользователя, и оттолкнуть потенциальных покупателей. Кроме того, сменная оптика требует отдельной сумки для хранения всего комплекта аппаратуры, неудобного для туристов и фотолюбителей. 
Небольшие размеры матрицы псевдозеркальных фотоаппаратов позволяют конструировать вариообъективы большой кратности очень компактными при хорошей светосиле. Так для фотоаппаратов «Canon PowerShot SX50 IS», «Fujifilm FinePix SL1000» и «Sony Cyber-shot DSC-HX300» кратность зума составляет 50× при минимальной светосиле f/6,5 на длинном фокусе. При этом за счёт телескопической оправы размеры объектива в нерабочем положении не превышают габаритов корпуса, выдвигаясь только при максимальных фокусных расстояниях.
Для компактных фотоаппаратов и простейших видеокамер более характерны недорогие зумы малой кратности, не превышающей 10—12×. При этом производители искусственно увеличивают кратность такого зума цифровым кадрированием данных, получаемых с матрицы. При достижении максимального фокусного расстояния объектива масштабирование продолжается цифровой выкадровкой, «удлиняя» диапазон. Технология, получившая название «цифровой зум», имеет исключительно маркетинговое значение, поскольку в отличие от оптического зума, цифровой значительно снижает качество снимка: при этом используется лишь небольшая центральная часть поля изображения объектива и матрицы. Это эквивалентно кадрированию в графическом или видеоредакторе, обрезающему края изображения. Несмотря на это, для пользователей, не желающих заниматься самостоятельной обработкой снимков, цифровой зум может быть полезной функцией, позволяя получать нужную крупность плана, не приближаясь к объекту съёмки и без дополнительных манипуляций.